# دليل الويب

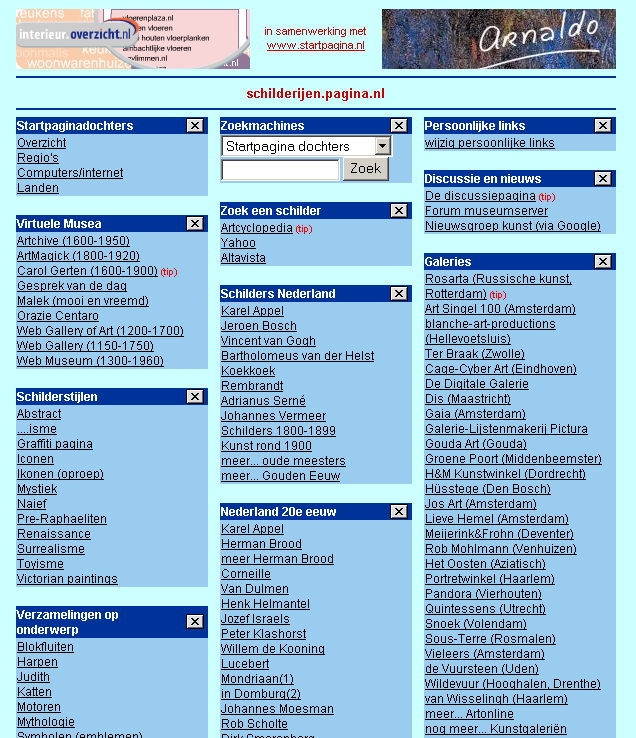

أدلة المواقع أو أدلة مواقع الويب، تعتبر من أهم المواقع المنتشرة على الوب، فهي أساس وبوابة للدخول إلى عالم الإنترنت الموسع، بشكل آمن، وبشكل منظم
دليل مواقع الويب هو موقع ويب يعرض لقائمة مفهرسة ومصنفة لمواقع وب جمعها ورتبها وصنفها مجموعة من الأفراد. يتم التصنيف في غالب حسب المواضيع وفي بعض الأحيان حسب التواجد الجغرافي.
التصنيف يكون شجري، بحيث تكون الصفحة الأولى من الدليل هي الجذر الرئيسي الذي تتفرع عنه المواضيع. كل موضوع مصنف يحتوي على روابط لمواقع تعنى بهذا الموضوع إلى جانب تصنيفات فرعية.

## نبذة
دليل الويب أو دليل على شبكة الإنترنت أو دليل الربط هو دليل على الشبكة العالمية. وهو متخصص في الربط إلى مواقع آخرى ومن ثم تصنيف تلك الروابط.
الدليل على شبكة الإنترنت ليس محرك بحث ولا يعرض قوائم صفحات الويب على أساس الكلمات الأساسية بل بدلا من ذلك، هو يسرد المواقع على شبكة الإنترنت على أساس الفئة الرئيسية والفرعية. التصنيف عادة يكون على أساس كامل الموقع على شبكة الإنترنت بدلا من صفحة واحدة أو مجموعة من الكلمات الرئيسية، والمواقع غالبا ما تكون محدودة لإدراجها في فئات قليلة فقط. الدلائل على شبكة الإنترنت غالبا ما تسمح لمالكي الموقع لتقديم موقع لإدراجها مباشرة، ولديهم محررين لمراجعة واستعراض الطلبات لاستعادة لياقته.
دلائل الـRSS آر إس إس Really Simple Syndication
هي مشابهة لأدلة الإنترنت، ولكنها تحتوي على مجموعات من آر إس إس Really Simple Syndication، بدلا من وصلات لمواقع على شبكة الإنترنت.

## أنواع هذه الأدلة
- أدلة عالمية : تحتوي مواقع من كافة أنحاء العالم
- أدلة محددة بلغة معينة : كأدلة المواقع الخاصة للمواقع ذات اللغة العربية
- أدلة متخصصة بنوع واحد من المواقع، كأدلة شركات الاستضافة مثلاً
- أدلة محلية، أو متخصصة ببلد معين

## أهم أدلة المواقع

### عامة
- مشروع الدليل المفتوح (aka DMoz or ODP) - أضخم مشروع لدليل مواقع تستخدمه غوغل.
- World Wide Web Virtual Library (VLIB) - أقدم دليل مواقع وب.
- Yahoo! Directory - أول خدمات ياهو.

## نطاق الإدراج
معظم الدلائل عامة جدا في نطاقها وفي قائمة المواقع عبر نطاق واسع من الفئات والمناطق واللغات. ولكن هناك أيضا بعض الدلائل المتخصصة التي تركز على مناطق محدودة، واللغات الفردية، أو القطاعات المتخصصة. نوع واحد من الادله المتخصصة مع عدد كبير من المواقع في وجودها، هي مثلا دليل التسوق دلائل التسوق متخصصة في إدراج التجزئة لمواقع التجارة الإلكترونية.
من الأمثلة المعروفة والعامة للأدلة على الإنترنت، دليل ياهو!Yahoo ومشروع الدليل المفتوح (ODP). مشروع الدليل المفتوح (ODP) هو كبير نظرا لفئات واسعة وعدد كبير من القوائم وإتاحته مجانا للاستخدام من قبل غيره من الدلائل ومحركات البحث.
بالرغم من أن الجدل حول نوعية الأدلة وقواعد البيانات ما زال مستمرا، واستخدام محركات البحث لمحتويات مشروع الدليل المفتوح "ODP" دون التكامل الحقيقي، وتجربته باستخدام بعض المجموعات. كانت هناك محاولات عديدة لجعل تطور الدليل أسهل، مثل استخدام الآلية لتقديم وصلات ذات الصلة من خلال البرنامج، أو أي عدد من بوابات وبرامج الـ بي اتش بي [[.]] "PHP: Hypertext Preprocessor" في الآونة الأخيرة، تقنيات [[البرامج[ الاجتماعية]] أفرزت جهود جديدة للتصنيف، مع أمازون مع إضافة علامات إلى صفحات المنتج.
الدلائل لها سمات مختلفة في الإدراج، وغالبا ما يتوقف على السعر المدفوع لإدراجها:
- التقديم الحر—لا يوجد أي دفع أو حساب لاستعراض وسرد للموقع.
- الارتباط المتبادل—يجب أن تضاف وصلة مرجعية إلى الدليل في مكان ما على الموقع من أجل الحصول على القائمة المدرجة في الدليل.
- التقديم المدفوع—دفع رسوم متكرره أو لمره واحدة كأجر للمراجعة / قائمة على الوصلة المقدمة.
- لا يتبع—هناك rel="nofollow"مرتبط مع هذا الارتباط، وهذا يعني ان محركات البحث لا تعطي أي وزن لهذا الارتباط.
- سرد متميز—هذا الارتباط يعطى مركزا عالي في فئة (أو فئات متعددة) أو أجزاء أخرى من الدليل، مثل الصفحة الرئيسية. أحيانا تسمى سرد الرعاية
- محاوله للموقف—حيث يتم ترتيب المواقع بناء على محاولات.
- الوصلات التابعة—حيث الدليل يتقاضى عمولة للعملاء المشار إليهم من المواقع المدرجة.

## دلائل يحررها الإنسان
تحرير الإنسان للدلائل هو من إنشاء وصيانة المحررين الذين أضافوا ارتباطات تستند إلى سياسات معينة لهذا الدليل.
تحرير الإنسان للدلائل غالبا ما تستهدفها محركات البحث الأمثل SEO، Search engine optimization على أساس أن الوصلات من مصادر حسنة السمعة ستسعى إلى تحسين الترتيب في محركات البحث الرئيسية. بعض الدلائل قد تمنع محركات البحث من تقييم الارتباط باستخدام إعادة التوجيه، لا يوجد سمات لاحقه أو غيرها من التقنيات.
كثير من الدلائل التي يحررها الإنسان، بما في ذلك مشروع الدليل المفتوح(ODP)والشبكة العالمية للمكتبة الافتراضية، يتم تحريرها من قبل المتطوعين، الذين غالبا ما يكونون خبراء في فئات معينة. هذه الدلائل تنتقد أحيانا بسبب تأخيرات طويلة في الموافقة على الطلبات المقدمة، أو لهياكل تنظيمية صارمة، والخلافات بين المحررين المتطوعين.
ردا على هذه الانتقادات، بعض المتطوعين لتحرير الدلائل قد اعتمدوا التكنولوجيا ويكي " wiki "، لإتاحة أوسع مشاركة للمجتمع المحلي في تحرير الدليل (على مخاطر إدخال أقل جودة وأقل مداخل موضوعية).
اتجاه آخر اتخذته بعض الدلائل على شبكة الإنترنت هو الدفع لنموذج الإدراج. هذا الأسلوب يتيح للدليل الإدراج في الوقت المناسب لتقديم الطلبات وعموما أقل القوائم نتيجة للنموذج المدفوع. وكثيرا ما تم عرض قائمة خيارات إضافية لزيادة تعزيز القوائم، بما في ذلك ميزات قوائم إضافية ووصلات إلى صفحات داخلية من سرد الموقع على شبكة الإنترنت. هذه الخيارات عادة ما يكون لها رسم اضافي مرتبط بها، ولكن تقدم مساعدات كبيرة والوضوح للمواقع و/ أو في الصفحات الداخلية.
اليوم تقديم المواقع على دلائل الإنترنت يعتبر بشكل عام(محرك البحث الأمثل)"SEO" للحصول على التقنية الحيوية إلى وصلات مقدمة لمواقع على شبكة الإنترنت. إحدى السمات المميزة ل'تقديم الدليل' هو أنه لا يمكن أن يكون آلي بالكامل مثل محرك البحث المقدم. تقديم الدليل اليدوي هو شاق ويستغرق وقتا طويلا وغالبا ما تكون فرص العمل عن طريق الاستعانة بمصادر خارجية لأصحاب المواقع.

## محاولة لمنصب الدلائل
محاولة لمنصب الدلائل أو التي تعرف أيضا باسم العطاءات على أدلة الإنترنت، وتدفع مقابل أدلة على الإنترنت حيث أن إدراج القوائم من المواقع في الدليل هي أمر وفقا لمقدار العطاء. فهي خاصة في أن كلما دفع الشخص أكثر، كلما ذهب الدليل إلى مستوى أعلى في قائمة المواقع. مع تسجيل أعلى، يصبح الموقع أكثر وضوحا ويزيد من فرص ان الزوار الذين يستعرضون الدليل سوف ينقرون على القائمة. هناك [php]النصية (إصدارات مجانية ومدفوعة) لإدارة محاولة دلائل موقف تشمل phpLinkBid (المدفوع)، مقدار الارتباط النصي (المجانية)، Astanda Directory Project (ADP)، وتعديل الارتباط لإصدار phpLD (phpLinkDirectory).

## التقديم الآلي لدلائل الإنترنت
في التقديم الآلي للدلائل على شبكة الإنترنت التحرير بواسطة الإنسان أو الاعتدال هو الاستعاضة بالمعالجة الآلية التي تتطلب تقنيات خاصة لتصنيف محتوى الموقع والتصفية. هذه المهمة هي مماثلة لتصنيف الوثيقة التي تعد واحدة من تطبيقات تقنيات جهاز التعلم.

## روابط خارجية
- Web directories على مشروع الدليل المفتوح